# Roberto Loyola
Roberto Loyola (Roma, 1937 – Soriano nel Cimino, 2000) è stato un pittore, regista e produttore cinematografico italiano.

## Biografia
Pittore e produttore cinematografico italiano. Ebbe un'esistenza prima drammatica, poi cosmopolita e avventurosa. Alle soglie dei quarant'anni, dopo aver prodotto tra gli anni sessanta e settanta film come Libera, amore mio!, Cani arrabbiati e Canterbury n° 2 - Nuove storie d'amore del '300, approdò nel mondo della pittura a fianco dei cosiddetti "pittori maledetti" della Scuola Romana della Piazza di Santa Maria del Popolo, incoraggiato da Franco Angeli, Mario Schifano e Tano Festa che furono i primi a riconoscere il suo talento.
Roberto Loyola, noto per la sua insistenza nella ricerca dei colori, sempre forti, vivi, pulsanti, capaci di esprimere anche i grigi intensi, e talvolta cupi delle città ma anche la brillantezza del rosso e del giallo che esplodono nei paesaggi primaverili, dedicò una buona parte della sua pittura al tema della natura con un'osservazione sentimentale del paesaggio che lo circonda.
La Scuola Romana della Piazza di Santa Maria del Popolo, movimento artistico nella storia dell'arte italiana della seconda metà del Novecento, vide la Biennale di Venezia del 1964 portare in Italia i grandi nomi della Pop Art americana e l'arte figurativa italiana ne giovò in termini di freschezza, vigore e colore. Mentre gli artisti statunitensi concentravano la loro attenzione sui simboli del nuovo consumismo, gli artisti italiani recuperavano elementi tradizionali e classici conferendo loro nuova forma e significato; così nacquero opere come "Il Michelangelo della Sistina" di Tano Festa, "La Lupa simbolo di Roma" di Franco Angeli e ancora "La Statua della Libertà simbolo di New York" di Roberto Loyola.
Roberto Loyola rappresenta oggi lo sviluppo più originale e vitale di quella scuola esplosa a Roma negli anni sessanta imponendo così sulla ribalta internazionale il suo nome. Le sue mostre personali hanno poi scandito gli anni d'oro della sua carriera di pittore e hanno evidenziato le sue caratteristiche di novità e di diversità rispetto al gruppo di artisti entro il quale si è formato. Le sue opere dondolano tra la cultura americana degli anni '60 e la tradizione della pittura italiana del Novecento, soprattutto della pittura della scuola romana tra gli anni '30 e '40, di cui ha raccolto l'insegnamento.
(Igor Zanti)

## Filmografia parziale

### Produttore
- La legge dei gangsters, regia di Siro Marcellini (1969)
- Canterbury n° 2 - Nuove storie d'amore del '300, regia di Joe D'Amato (1973)